# Кучко, Анатолий Андреевич
Анатолий Андреевич Кучко (15 февраля 1950 — 2 января 1999) — советский ученый биотехнолог, доктор наук, профессор, академик Украинской академии аграрных наук, директор Института картофелеводства УААН (1989—1999), лауреат Государственной премии УССР в области науки и техники (1984). Впервые на Украине начал исследования по биотехнологии картофеля и применение их в селекции этой культуры.

## Биография
Родился на Житомирщине в с. Емильчино в семье учителей. Учился в Слободищанской семилетней школе (1957—1959 гг), Гришковецкой восьмилетней школе (1959—1965), школе № 6 г. Бердичев. Окончил с отличием агрономический факультет Житомирского сельскохозяйственного института по специальности «хмелеводство».
В 1971—1973 — служил в вооруженных силах СССР, принимал участие в военных действиях в странах Африки.
С 1973 года работает в Украинском научно-исследовательском институте картофельного хозяйства в пгт. Немешаево на должности младшего, а с 1980 г. — старшего научного сотрудника.
С 1984 года и до конца жизни — заведующий лабораторией клеточной селекции института.
В 1989 году избран коллективом директором института УНИИКХ.

## Научная деятельность
В 1982 году защитил кандидатскую диссертацию «Межвидовая соматическая гибридизация в роде Solanum методом слияния изолированных протопластов» в Институте физиологии растений им. К. А. Тимирязева АН СССР. Под руководством Анатолия Кучка в лаборатории клеточной селекции путем биотехнологических методов с генетически-селекционной целью разработан ряд клеточно-инженерных технологий, которые используются в генетике и селекции картофеля для создания новых выходных форм и улучшение существующих сортов по отдельным хозяйственно ценным признакам. Таким методом клеточной инженерии под его руководством было создано среднепоздний сорт картофеля Ольвия.
За цикл работ по разработке фундаментальных основ клеточной (генной) инженерии растений группе ученых А. А. Кучко, В. А. Витенко, К. М. Ситнику, Ю. Ю. Глебе, В. Н. Сидорову, И. К. Комарницкому, Г. Г. Бутенко — присуждена Государственная премия СССР в области науки и техники (1984).
В 1986 году получил звание старшего научного сотрудника по специальности «физиология растений».
В 1992 году защитил в Институте физиологии растений и генетики Академии наук Украины докторскую диссертацию «Разработка и применение биотехнологических методов создания исходного селекционного материала картофеля», в которой сформулировал новую концепцию использования клеточных технологий в селекционном процессе картофеля.
В 1993 году за достижения в области науки и высшего образования А. А. Кучко был избран членом-корреспондентом УААН, а в 1995 — действительным членом (академиком) УААН. В составе коллектива авторов (А. А. Кучко, В. М. Мицко, Т. М. Олейник, Н. Ю. Власенко) удостоен в 1999 году премии УААН за цикл работ «Физиолого-биотехнологические основы селекции и повышения продуктивности картофеля».

## Научно-организационная работа
Возглавлял научный центр «Картофелеводство», Координационно-методического совета по проблемам картофелеводства Украины, был ответственным редактором межведомственного тематического научного сборника «Картофелеводство», а с 1997 — заместителем председателя Экспертного совета по картофелю Государственной комиссии Украины по сортоиспытанию  и охране прав на сорта растений.
По инициативе А. А. Кучко в 1993 года в Институте картофелеводства открыта аспирантура по специальностям «селекция и семеноводство», «растениеводство», «биотехнология». Под руководством Анатолия Кучко защищены одна докторская и три кандидатские диссертации.

## Общественная деятельность
Избирался депутатом Киевского областного Совета от Бородянского избирательного округа № 15.Работал в постоянной комиссии по вопросам образования, науки, культуры, молодежи и спорта, а также в комиссии по вопросам агропромышленного комплекса.

## Труды
1. Кучко А. А., Олійник Т. М. Сомаклональна мінливість у картоплі. — К.: Довіра, 1998. — 191 с.
2. Кучко А. А., Власенко М. Ю., Мицько В. М. Фізіологія та біохімія картоплі. — К.: Довіра, 1998. — 335 с.
3. Фізіологічні основи формування врожаю і якості картоплі / А. А. Кучко, В. М. Мицько. — К.: Довіра,1997. — 142 с.